# NPa Benevente (P-61)
O NPa Benevente (P-61) é uma embarcação da Marinha do Brasil, da Classe Bracuí, que exerce a função de navio-patrulha.

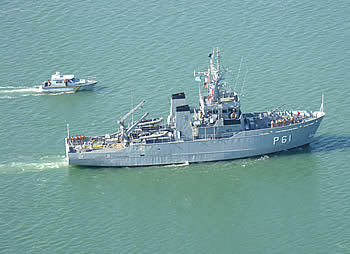
NPa Benevente em navegação,
maio de 2009.

## História
O NPa Benevente (P-61) esteve a serviço da Royal Navy, aonde exercia a função de Navio Varredor com o nome de "HMS Blackwater (M-2008)".
A sua construção ficou a cargo do estaleiro Richards Ironworks, em Great Yarmouth, Grã-Bretanha.
Pertencente a Classe River, foi lançamento ao mar em 29 de agosto de 1984, incorporado em 5 de julho de 1985 e dado baixa da Marinha da Inglaterra em 10 de julho de 1998.
Adquirido pela Marinha do Brasil, foi incorporado a Armada em 10 de julho de 1998, na Base Naval de Portsmouth, Inglaterra.
Tem como missão a inspeção naval, a patrulha naval, a salvaguarda da vida humana no mar, e a fiscalização das águas territoriais brasileiras na área de responsabilidade. Esta subordinada ao Comando do Grupamento de Patrulha Naval do Sul (ComGptPatNavS), do 5º Distrito Naval, que compreende o litoral dos estados do Rio Grande do Sul e Santa Catarina. Sua base é o porto de Rio Grande, no Rio Grande do Sul.

## Origem do nome
O P-61 é a segunda embarcação da Armada a ostentar o nome Benevente, do latim "Bene Eventus" que tem o significado de "Bom Evento".
O Primeiro navio foi o contratorpedeiro de escolta CTE Benevente (D-20), que esteve a serviço da Marinha Brasileira entre 1944 e 1964.

## Características
- Deslocamento : 630 ton (padrão), 720 ton (plena carga)
- Dimensões (metros): 47,6 de comprimento, 10,5 de boca e 3,1 de calado
- Velocidade (nós): 14 (máxima)
- Propulsão: 2 motores diesel Ruston tipo 6 RKCM de 1.700 bhp por motor
- Combustível: 88 toneladas de capacidade
- Autonomia : 4.500 milhas náuticas à 10 nós; 21 dias em operação contínua
- Sistema Elétrico: 2 geradores diesel G & M Power de 230 kW.
- Armamento:
  - 1 canhão Bofors Mk 3 de 40 mm
  - 2 metralhadoras de 20 mm
- Tripulação: 35 homens (4 oficiais)
- Equipamentos:
  - 1 lancha tipo (RHIB), para 10 homens;
  - 1 bote inflável para 6 homens;